# Даль Фаббро, Коррадо
Коррадо Даль Фаббро (итал. Corrado dal Fabbro, 4 августа 1945, Лонгароне, Венеция, Италия – 29 марта 2018, Милан, Италия) — итальянский бобслеист, разгоняющий, выступавший за сборную Италии в конце 1960-х — середине 1970-х годов. Серебряный призёр зимних Олимпийских игр 1972 года в Саппоро, обладатель серебряной награды чемпионата мира, спортивный функционер.

## Биография
Коррадо даль Фаббро родился 4 августа 1945 года в коммуне Лонгароне, область Венеция. С ранних лет увлёкся спортом, позже заинтересовался бобслеем и прошёл отбор в национальную сборную Италии, присоединившись к ней в качестве разгоняющего. Сразу стал показывать неплохие результаты, в частности, уже в 1971 году на мировом первенстве в Червинии взял серебряную медаль, финишировав вторым в заездах двухместных экипажей.
Закрепившись в основе итальянской сборной, в 1972 году отправился защищать честь страны на Олимпийских играх в Саппоро, где в составе команды, куда также вошли пилот Невио де Цордо и разгоняющие Джанни Бонишоном и Адриано Фрассинелли, завоевал серебряную награду. Также принимал участие в состязаниях двоек, но занял здесь лишь десятую позицию.
Впоследствии Коррадо даль Фаббро продолжил соревноваться на высоком уровне, но уже менее успешно. В середине 1970-х годов, не попав на Олимпиаду в Инсбруке, принял решение завершить карьеру профессионального спортсмена, уступив место молодым итальянским бобслеистам. Занимал должность технического уполномоченного инспектора в Итальянской федерации зимних видов спорта, с 2007 года по 2011 являлся вице-президентом Международной федерации бобслея и тобоггана.